# Poznańskie osiedla sprzed 1945

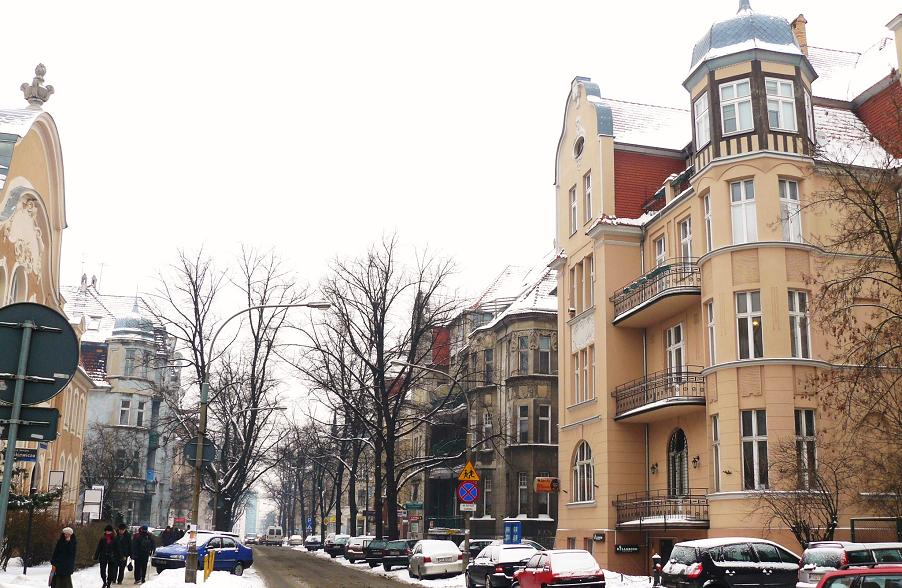
Zespół rezydencjonalny na Jeżycach, 1903–1914

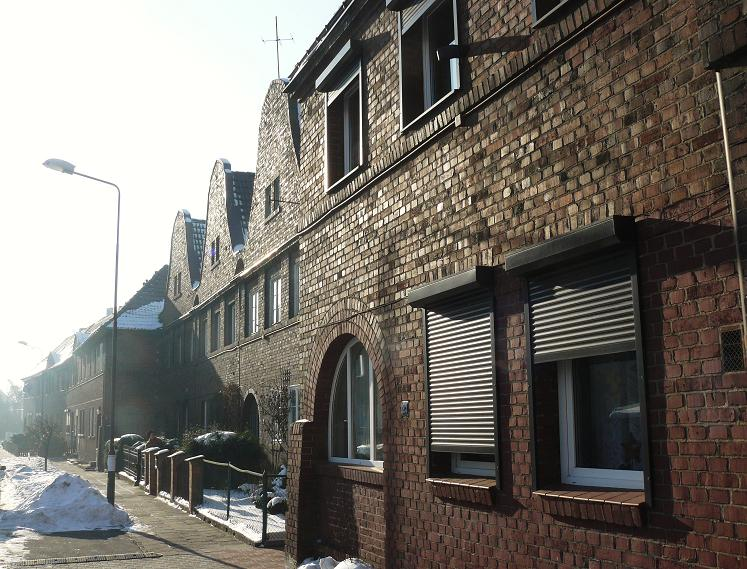
Kolonia robotników kolejowych na Dębcu, 1913–1916

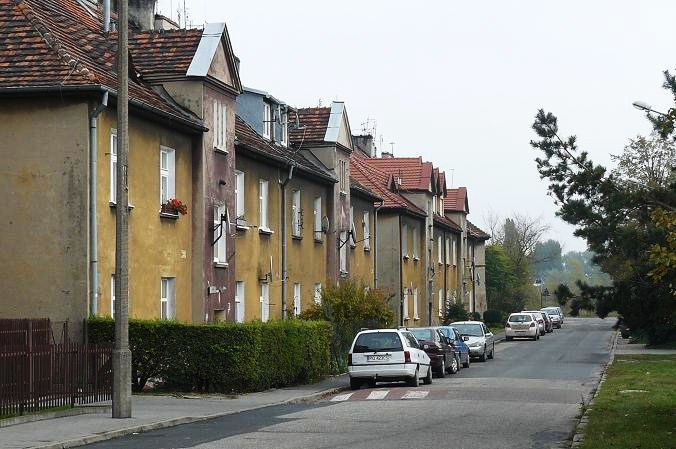
Osiedle socjalne na Zagórzu, 1924

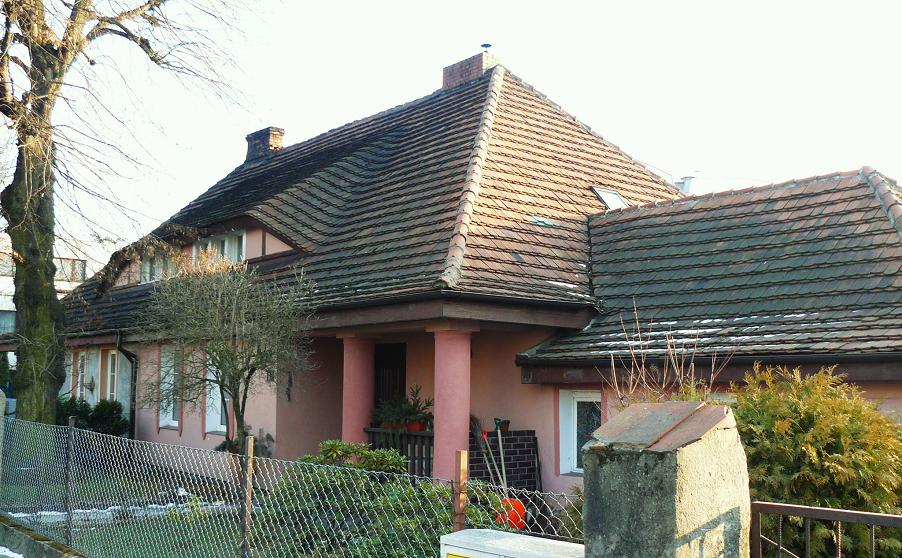
Realizacja spółki Strzecha - ul. Palacza

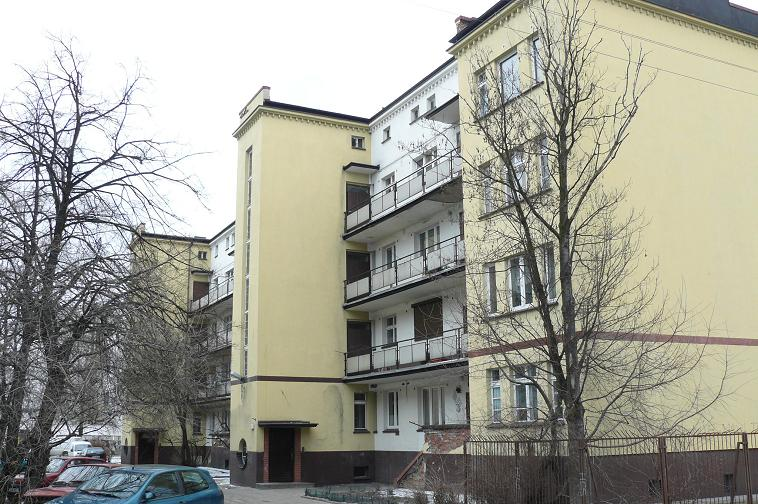
Osiedle galeriowców na Komandorii, do 1939

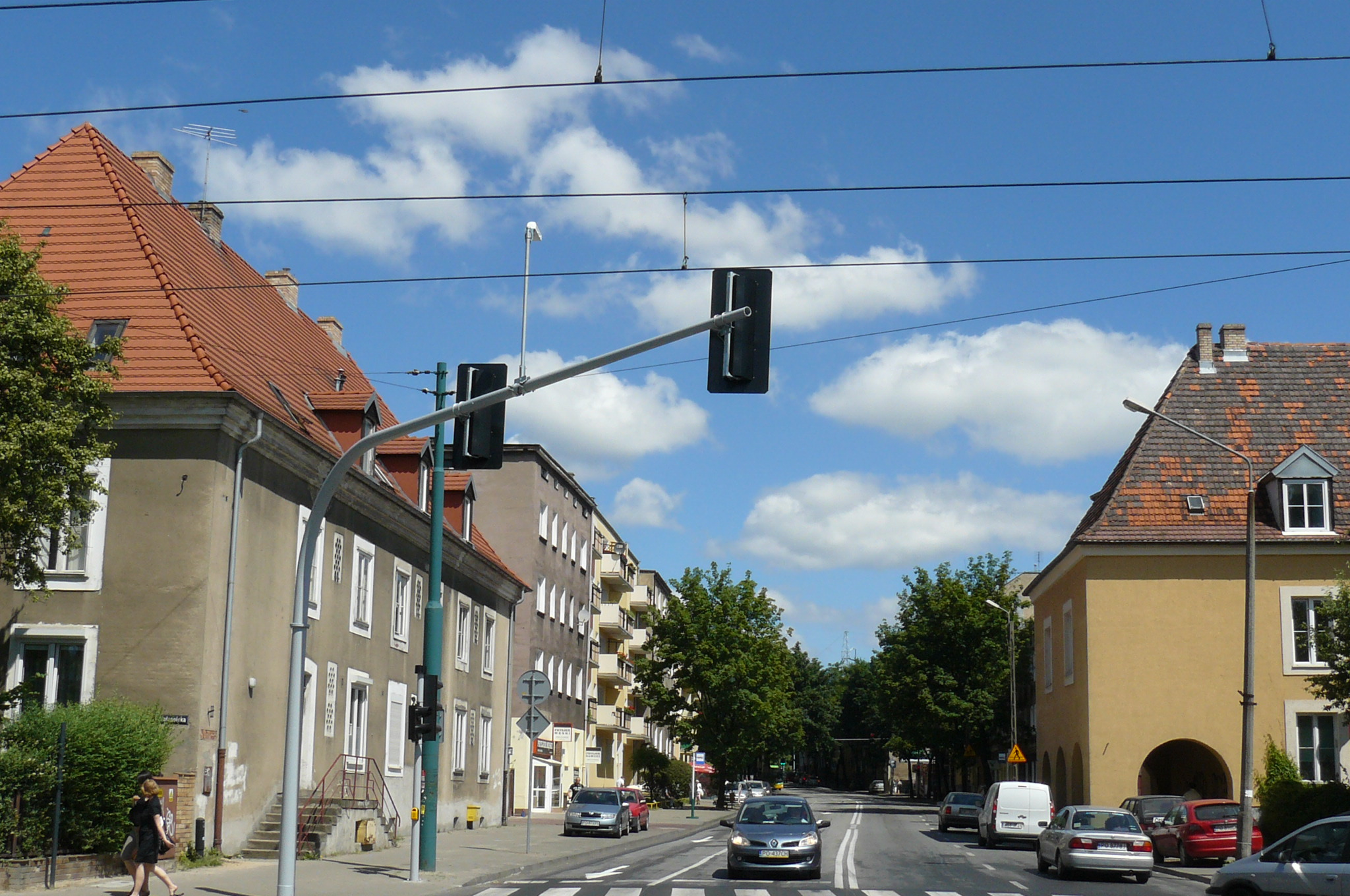
Osiedle przy ul. Nad Wierzbakiem w Poznaniu, lata 40. XX w. (okupacja)

Poznańskie osiedla sprzed 1945 – zabudowa o charakterze osiedlowym w Poznaniu i geneza jej form.

## Historia i architektura
Zabudowa typu osiedlowego przed 1945, kształtowała się w Poznaniu w kilku fazach, które związane były z kolejnymi etapami rozwoju miasta i jego industrializacją.
Pierwsza faza zabudowy osiedlowej łączyła się z gwałtowną eksplozją urbanistyczną poza zlikwidowane obwarowania miejskie w początkach XX w. Powstały wtedy (i nieco wcześniej) kolonie robotnicze dla pracowników licznych fabryk, jakie funkcjonowały  na przedmieściach Poznania. Wysoka imigracja ze wsi, podwyższona podaż rąk do pracy i rozwój przemysłu powodowały głód mieszkaniowy wśród rozrastającej się klasy robotniczej oraz urzędników różnych szczebli. Osiedla budowane były przede wszystkim przez właścicieli fabryk, często w bezpośrednim sąsiedztwie zakładów pracy (np. Kolonia Karlsbunne na Głównej lub osiedle Spar- und Bauverein na Wildzie).
W tym samym czasie rodziły się pierwsze spółdzielnie mieszkaniowe, realizujące postulaty tanich mieszkań spółdzielczych - w 1893 powstała pierwsza z nich, wspomniana wyżej – Spar- und Bauverein, finansująca np. kolonię kolejarską na Dębcu.
Kolejną fazą budownictwa osiedlowego w Poznaniu był okres po I wojnie światowej, kiedy to inwestorem stało się w głównej mierze miasto, realizujące przykładowo osiedle socjalne na Zagórzu lub podobne na Górczynie. Dominowały wtedy (jak i przed I wojną) formy tradycyjne, historyczne - łamane dachy, zdobienie elewacji skromnym detalem.
Prace komunalne w zakresie taniego mieszkalnictwa osiedlowego przerwał Wielki kryzys, w Poznaniu nieco złagodzony pracami nad organizacją PeWuKi. Po zakończeniu kryzysu nastąpiła kolejna faza rozwoju budownictwa osiedlowego, reprezentującego już w dużej mierze tendencje modernistyczne. Ostatnie osiedla takiego typu ukończono w 1939 – były to: osiedle galeriowców na Zawadach (inwestor miejski) i podobne na Komandorii (inwestor prywatny).
Ostatnia faza zabudowy osiedlowej przed 1945 powstała w czasie II wojny światowej i realizowana była przez niemieckiego okupanta hitlerowskiego, w formach typowych dla urbanistyki niemieckiej okresu nazistowskiego, charakteryzującej się nawrotem do form tradycyjnych.
Niezależnie od działań miejskich, czy prywatnych, mających na celu zapewnienie taniego dachu nad głową dla robotników lub urzędników, we wszystkich okresach powstawały też zespoły rezydencjonalne oraz willowe, adresowane do zamożniejszych lub bardzo zamożnych warstw Poznaniaków. Przykładami takich rozwiązań, często projektowanych z rozmachem przez wybitnych architektów europejskich, mogą być Sołacz (Joseph Stübben), zespół rezydencjonalny na Jeżycach, czy willowy przy placu Lipowym (do I wojny światowej) oraz np. zespół modernistycznych domów przy ul. Promienistej, ukończony w 1939.

## Architekci
Najpłodniejsi architekci osiedli i kolonii robotniczych i miejskich opisywanego okresu to Joseph Leimbach, Jerzy Tuszowski (według Kazimierza Sobkowicza najaktywniejszy poznański architekt międzywojnia) i Władysław Czarnecki.

## Cegielnie
Na potrzeby rozwijającego się budownictwa miejskiego (nie tylko osiedlowego), rozwijały się podpoznańskie osady cegielniane, z których największą był zespół Rudnicze – Świerczewo, funkcjonujący szczątkowo aż do lat 80. XX w. W szczytowym okresie działało tu kilkanaście różnej wielkości cegielni, połączonych siecią kolei przemysłowych. Pozostałością po tych czasach są tzw. Szachty – kilkanaście glinianek, będących obecnie cennym terenem przyrodniczym (użytek ekologiczny). Cegielnie funkcjonowały także na Głównej (pozostałość: Staw Kajka) i w innych częściach miasta.